# Kanton Saint-Denis-Nord-Ouest
Kanton Saint-Denis-Nord-Ouest (fr. Canton de Saint-Denis-Nord-Ouest) je francouzský kanton v departementu Seine-Saint-Denis v regionu Île-de-France. Tvoří ho pouze severozápadní část města Saint-Denis.